# Pierre Rehov
Pierre Rehov (né à Alger en 1952) est un romancier, reporter et réalisateur de vidéos franco-israélien.
Parallèlement à l’écriture de romans, il réalise des documentaires de terrain sur le conflit israélo-palestinien.

## Biographie
Pierre Rehov (pseudonyme, son identité étant inconnue) est né à Alger en 1952 où son père était dentiste.
Étant enfant, il affirme y avoir assisté à deux actes de terrorisme du FLN, qui le marquent.
Un an avant l'indépendance de l'Algérie, lorsqu'il a neuf ans, ses parents partent lors de l'exode des Pieds-noirs et se réfugient en France.
Il fait ses études de droit à l'Université Paris-Assas. Voulant devenir journaliste, il travaille en parallèle pour des magazines de cinéma et dirige plus tard plusieurs magazines, dont un satirique. Il est aussi diplômé de l’Institut international pour la Recherche sur le Terrorisme du Centre interdisciplinaire d'Hertzlyia en Israël,,.
Après y avoir passé la majeure partie de sa vie, exception faite de deux années passés à Los Angeles, Pierre Rehov quitte la France pour les Etats Unis en 2008, à cause, selon lui, d'un climat antisémite qui imprégnerait l'Europe. Puis il s'installe à Tel Aviv en 2011, où il réside avec sa compagne, Sharon, immigrée d'origine indienne appartenant à la tribu juive des Menashe. Il a un fils qui vit à Hong Kong et une fille comédienne et écrivain qui vit à New York.
À partir de la seconde intifada en 2000, s'affirmant choqué par la façon dont les médias traitent le conflit israélo-arabe - dont l'affaire al-Durah,, - , il se lance dans la production de documentaires pour contrer ce qu'il appelle la « propagande financée par les pétro-dollars » et il crée le vidéo-magazine Contre Champs qui lui sert de support pour diffuser ses documentaires,,. C'est d'ailleurs en prétextant travailler « pour la télévision française » qu'il parvenait à filmer sans encombre en territoires palestiniens.
Ayant acquis la nationalité israélienne il ne peut désormais plus se rendre en personne à Gaza où plusieurs cadreurs palestiniens avec lesquels Pierre Rehov travaille régulièrement lui rapportent des images. Malgré les risques, il continue cependant à se rendre en Judée et Samarie ( rebaptisées Cisjordanie pendant l'occupation jordanienne ) d'où il rapporte régulièrement des témoignages et informations exclusives, qui sont incluses dans ses documentaires.

## Romans et Essais
- Cellules blanches, Albin Michel, Paris, 2008..
- Tu seras si jolie, Belfond, Paris, 2018, 396 pp.
- TED, La mécanique générale, Paris, janvier 2020. Un "thriller philosophique" sur la réincarnation, le goulag et Ted Bundy[10].
- 88, Cosmopolis. Paris, février 2021. Un second "thriller philosophique" sur la réincarnation, Hitler, les mouvements terroristes et les néo-nazis[11],[12],[13].
- Amnésia, La Mécanique générale, 2022
- Nuit Américaine, Cosmopolis, 2022
- 7 Octobre - La Riposte. Co-écrit avec Stéphane Simon. Editions Fayard. 2025

## Principaux documentaires
Son documentaire le plus connu, Suicide Killers, d'une durée de 80 minutes, est le résultat d'une enquête d'un an dans les prisons israéliennes et les territoires palestiniens, dans lequel Rehov affirme tenter de déceler les motivations de terroristes-suicide des deux sexes et de plusieurs tranches d'âge.
Dans une perspective qu'il revendique freudienne, il affirme que leur comportement kamikaze, le sacrifice d'eux-mêmes dans un acte terroriste, serait, en partie la résultante d'une frustration sexuelle initiée par des années de lavage de cerveau au sein d'une culture oppressive,,,,.
Certains analystes estiment cependant que le film manque d'un récit cohérent, et qu'il est parfois déroutant en oscillant entre les sujets et les théories d'une manière qui semble aléatoire.
Un autre reportage, Terreur Racket et Corruption, diffusé en français par la chaine I24news donne la parole à des Palestiniens de la rue et des responsables politiques palestiniens accusant les dirigeants de l'OLP et du Hamas de corruption,,.
En 2018, il publie un reportage sur la Marche du retour (Derrière le rideau de fumée) et ses émeutes notamment initiées par le Hamas.
En 2024, il réalise Pogrom(s), un film de 90 minutes qui revient sur le massacre du 7 octobre 2023 dans le contexte historique d'une multitude d'autres massacres commis par des Musulmans contre des Juifs, tout au long de l'Histoire. Le film est diffusé largement aux USA et en Israël, mais ne trouve aucune distribution en France.

## Filmographie
- 2001 : Le cheval de Troie (Trojan Horse - Israel and the War of Images). Documentaire de 40 min[26].
- 2002 : Terre Sainte : Chrétiens en péril. Documentaire de 52 min[27]. Traite de la situation des chrétiens palestiniens et des persécutions dont ils sont victimes[28],[29].
- 2003 : The Road to Jenin (en)(en)  : Démontage d'une manipulation médiatique. Documentaire de 53 min[30],[31],[32],[33]. Contre le documentaire de Mohammad Bakri Jenin, Jenin[34],[35],[36].
- 2004 : Les réfugiés du silence (Silent Exodus). Documentaire de 58 min (mise à jour en 2015). L'exode des Juifs qui ont dû quitter les pays arabo-musulmans[37].
- Les otages de la haine. Sur les liens entre l'UNRWA et les organisations palestiniennes.
- 2006 : (en) From The River to the Sea. Documentaire de 55 min sur la politique du « droit au retour » des Palestiniens, élu meilleur documentaire dans sa catégorie par le Liberty Film Festival (en)[38],[39]
- 2006 : (en) Suicide_Killers (en) - Paradise is Hell. Long métrage de 80 min diffusé par WEA aux USA[14]. Jamais diffusé en France.
- 2007 : Qui a tué Mohamed al Dura ? Documentaire[6],[7]. Jamais diffusé en France.
- 2009 : (en) First Comes Saturday, then Comes Sunday. Documentaire de 43 min[40]. Pourquoi près de deux millions de chrétiens ont quitté le Proche-Orient en 20 ans ?.
- 2009 : (en) 72 virgins in heaven (72 vierges au paradis). Documentaire court[41].
- 2011 : (en) The Path to Darkness. Documentaire de 66 min, sur le terrorisme-suicide[42]. Jamais diffusé en France.
- 2015 : Crimes de guerre à Gaza (War Crimes in Gaza). Documentaire de 55 min[43].
- 2015 : (en) Beyond Deception Strategy : Exposing B.D.S. (Les mensonges du B.D.S.). Documentaire de 56 min[44],[43].
- 2017 : Jérusalem dévoilée (Unveling Jerusalem). Documentaire de 59 min[45],[46],[47]. Retrace l'histoire de la ville trois fois sainte et déclarée musulmane par l'UNESCO.
- 2018 : Derrière le rideau de fumée (Behind the Smokescreen: Hamas Unrest in Gaza). Vidéo de 23 min en anglais sous-titré en français. Sur les émeutes du vendredi à la frontière de Gaza avec Israël).
- 2018 : Paroles de Jihadistes. Court métrage de 21 min. Donne la parole à des terroristes palestiniens, hommes, femmes et adolescents.
- 2019 : Le salaire de la terreur. Clip de 8 min. Sur les rémunérations des terroristes et de leur famille par l'Autorité Palestinienne.
- 2019 : Apartheid Palestinien.
- 2019 : Les origines de la cause palestinienne. Court métrage de 23 min[48]. Illustre les connexions entre nazisme, soviétisme et origines du nationalisme palestinien.
- 2019 : Terreur, racket et corruption[49]. Opinions de Palestiniens sur les détournements de l'aide internationale par les leaders palestiniens.
- 2019 : Palestine, invention d'une Nation. Long métrage de 1h13, en anglais. « Qui sont réellement les Palestiniens ? ».
- 2019 : (en)Palestinian Animal Abuse : Court métrage sur la maltraitance animale comme fait culturel dans les Territoires Palestiniens
- 2020 : (en)The Sunday People : Court métrage sur la situation des chrétiens dans les Territoires Palestiniens
- 2020 : Discrimination : Court métrage sur la maltraitance des femmes et la charia dans les Territoires palestiniens.
- 2022 : Des Mensonges et des Larmes. Une contre-enquête sur la mort de Shireen Abu Akleh, journaliste d'Al Jazeera.
- 2024: Pogrom(s). Une enquête approfondie sur le massacre du 7 octobre perpétré par le Hamas et plus de 1000 civils de Gaza dans le contexte d'un renouveau mondial de l'antisémitisme issu d'une alliance entre les mouvements d'extrême gauche et les islamistes.